# Bucsu
Bucsu là một thị trấn thuộc hạt Vas, Hungary. Thị trấn này có diện tích 16,54 km², dân số năm 2010 là 594 người, mật độ 36 người/km².